# Ernesto Sánchez
Ernesto Sánchez – panamski zapaśnik walczący w obu stylach. Czterokrotny medalista igrzysk boliwaryjskich w 1981 i 1985. Czwarty na igrzyskach Ameryki Środkowej i Karaibów w 1982 i 1986 roku.